# Максиміліан Очосальський
Максиміліан Очосальський (Oczesalski, Ociesalski) гербу Папшиця — земський суддя брацлавський у 1645 році, підсудок брацлавський у 1641 році .
Депутат сейму 1641, 1642, 1645, 1647 років.   Депутат Володимирського зібрання Брацлавського воєводства на першому сеймі 1666 року  .
Був курфюрстом Яна Казимира Вази у 1648 році та Міхала Корибута Вишневецького у 1669 році з Брацлавського воєводства. 1674 року був курфюрстом Яна III Собеського від Черської землі .

## Виноски
1. ↑  Jan Dzięgielewski, Izba poselska w systemie władzy Rzeczypospolitej w czasach Władysława IV, Warszawa 1992, s. 174.
2. ↑  Stefania Ochmann-Staniszewska, Zdzisław Staniszewski, Sejm Rzeczypospolitej za panowania Jana Kazimierza Wazy. Prawo – doktryna – praktyka, tom II, Wrocław 2000, s. 360.